# Соболев, Валерий Иванович
Вале́рий Ива́нович Со́болев (8 июня 1940, Воронеж — 20 февраля 2002, Санкт-Петербург) — российский гобоист, исполнитель на английском рожке и музыкальный педагог, солист ЗКР АСО Ленинградской филармонии, профессор Ленинградской (впоследствии Санкт-Петербургской) консерватории, заслуженный артист РСФСР.

## Биография
Валерий Иванович Соболев окончил Воронежское музыкальное училище по классу Алексея Семёнова в 1961 году. Затем он продолжил обучение у Кирилла Никончука в Ленинградской консерватории. Соболев закончил консерваторию в 1967 году.
С 1964 по 1994 год В. И. Соболев работал в ЗКР АСО Ленинградской филармонии под руководством Евгения Мравинского и Юрия Темирканова. Вначале он играл в этом оркестре на гобое, позже на английском рожке. В 1970 году В. И. Соболев стал солистом этого коллектива. За годы работы в оркестре он исполнил большинство известных сольных оркестровых партий английского рожка, в том числе четвёртую, шестую, восьмую и десятую симфонии Шостаковича, симфонию ре-минор Франка, «Фантастическую симфонию» и «Римский карнавал» Берлиоза, девятую симфонию Дворжака, «Ноктюрны» и «Море» Дебюсси, «Туонельский лебедь» Сибелиуса и другие.
С 1972 года В. И. Соболев преподавал в музыкальном училище имени Мусоргского, с 1978 — в Ленинградской консерватории, был удостоен звания доцента, а затем — профессора.
В. И. Соболев впервые исполнил ряд произведений для английского рожка. Кроме того он автор нескольких переложений для английского рожка в сопровождении фортепиано и оркестра. Соболев осуществил грамзапись некоторых из этих произведений.
Среди учеников В. И. Соболева — Дмитрий Дмитриев, Денис Кулагин и многие др.

## Награды и звания
- Дипломант Всесоюзного конкурса музыкантов-исполнителей (Ленинград, 1963)
- Дипломант Международного конкурса (Будапешт, 1965) — в составе квинтета деревянных духовых инструментов, наряду с Валентином Зверевым (флейта), Владимиром Лавриковым (кларнет), Кириллом Соколовым (фагот) и Анатолием Сухоруковым (валторна).
- Заслуженный артист РСФСР (1979)